# Tatort: Tote Taube in der Beethovenstraße
Der Spielfilm Tote Taube in der Beethovenstraße ist ein deutscher Fernsehfilm der Krimireihe Tatort aus dem Jahre 1973. Er spielt hauptsächlich in Bonn und Köln. Er wurde vom Amerikaner Samuel Fuller geschrieben und gedreht, was eine Besonderheit in der Tatort-Reihe darstellt. In den USA lief er 1974 auch als Kinofilm. Dem deutschen Publikum erschien der ungewöhnlich inszenierte Film bei der Erstausstrahlung als irritierend und unverständlich, manche Kritiker weisen ihm heute historische Bedeutung als formales Experiment zu.

## Handlung
In der Beethovenstraße in Bonn wird ein amerikanischer Privatdetektiv erschossen, der Mörder Charlie Umlaut kann festgenommen werden. Die deutschen Behörden vermuten einen Zusammenhang mit Drogenhandel und setzen Zollfahnder Kressin auf den Fall an. Privatdetektiv Sandy, der Geschäftspartner des Toten, reist aus den USA an und weiht Kressin in den Fall ein, den die beiden gerade untersuchten: Ein amerikanischer Senator und Präsidentschaftskandidat wird mit einem Foto erpresst, das ihn mit einer fremden Frau zeigt.
Als Umlaut entkommen kann und dabei Kressin krankenhausreif verletzt, führt Sandy die Ermittlungen durch. Er beschattet in Köln Christa, die auf dem Foto abgebildete Frau, betäubt sie mit einer Tablette, die er ihr in den Kaffee fallen lässt, und lässt sich mit ihr fotografieren. In die Photos montiert er dann den Kopf eines italienischen Politikers. Er erklärt ihr, dass er ins Erpressungsgeschäft einsteigen wolle.
Christa berichtet dem Fechtlehrer Mensur, der von Bonn aus einen internationalen Erpresserring leitet, von Sandy. Mensur lässt Sandy entführen und zwingt ihn zur Mitarbeit in seiner Organisation. Zusammen mit Christa wird Sandy auf den afrikanischen Politiker Luthini angesetzt, den die beiden bei einer Konferenz auf dem Petersberg betäuben und mit Christa kompromittierend fotografieren.
Am nächsten Tag treffen Sandy und Christa sich zu einem romantischen Picknick auf dem Drachenfels, werden aber von Umlaut überrascht und bedroht, der unter Drogen oder Wahnsinn zu leiden scheint. Von Mensur erhalten sie daraufhin den nächsten Auftrag, der einen chinesischen Diplomaten in Essen betrifft. Hierbei streiten sie sich erstmals, da Christa Sandys Verhalten zu grob ist, worüber sie sich auch bei Mensur beschwert. Dabei erfährt man auch, dass Charlie Umlaut wegen seiner Drogenprobleme bei Mensur in Ungunst gerät. Sandy informiert in einer Sauna Kressin, der sich von einer halbnackten Schwarzen massieren lässt.
Schließlich werden sie auf den Europapolitiker Novak angesetzt. Dieser unterhält sich mit Kollegen und Christas Freundin Stephanie, die früher ebenfalls in der Erpresserbranche arbeitete, in einem Sexshop. Nach der Kontaktaufnahme gelingt der Plan Christas und Sandys erneut, ein kompromittierendes Foto zu schießen. Jedoch müssen sie Novak auf ein Rheinschiff folgen, um das Erpressungsgeld zu erhalten. Er zeigt sich nicht erpressbar, sondern sogar erfreut über die belastenden Bilder, da ihm ein Image als Lebemann gut gefiele. Daraufhin äußert Christa große Zweifel an ihren Tätigkeiten und ihrem ganzen Lebensweg. Sie gesteht Sandy ihre Liebe, woraufhin er ihr gesteht, als Privatdetektiv das Negativ zum Foto des US-Senators zu suchen. Sie verabreden, Mensur zu überlisten und das Negativ sicherzustellen.
Als letzten Auftrag macht sich Christa in Köln an einen Minister heran. Als sie sich danach mit Sandy inmitten eines Karnevalszuges trifft, werden sie von Umlaut entdeckt und angegriffen, Sandy tötet ihn im unbewaffneten Kampf. Die beiden fahren wieder nach Bonn. Christa informiert Mensur. In einem Hinterzimmer des Universitäts-Fechtsaales trifft Sandy Mensur, der ihn als Detektiv entlarvt und zu einem Fechtduell herausfordert. Sandy ist dem Profi weit unterlegen, wehrt sich dann aber mit der gesamten an den Wänden aufgehängten mittelalterlichen Waffensammlung und kann Mensur schließlich mit einer Streitaxt töten, ist aber auch selbst verletzt. Er nimmt das Negativ an sich.
Dann erscheint Christa, bedroht ihn mit einer Pistole und will das Negativ für sich selbst. Sandy flieht, wird von ihr in der Beethovenstraße eingeholt und angeschossen. Mit Tränen in den Augen sieht Christa sich gezwungen, ihn zu erschießen. Doch Sandy ist schneller und erschießt sie. Er trauert über ihren Verrat und Tod.

## Hintergrund

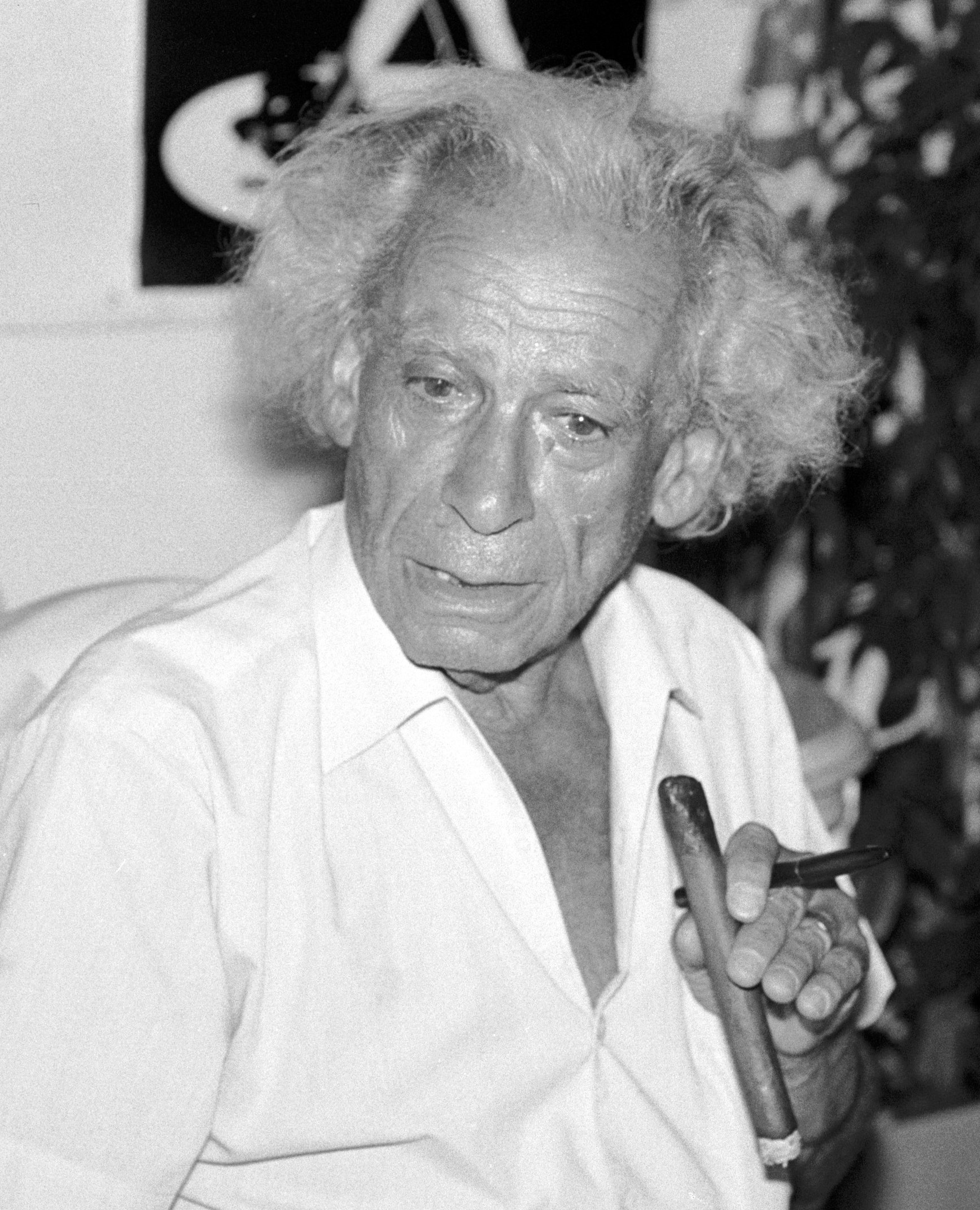
Samuel Fuller (1987)

Diese Folge der Tatort-Reihe wurde im Auftrag des WDR von der Bavaria Atelier produziert. Zuvor hatten bei allen Tatort-Folgen ausschließlich Deutsche Regie geführt, nun entschloss sich der WDR, den für harte Action- und Thriller-Werke bekannten Amerikaner Samuel Fuller um einen Beitrag zu bitten. Dieser schrieb das Drehbuch in wenigen Tagen und verarbeitete dabei auch Erfahrungen mit der Region, die er 1945 als Soldat im Zweiten Weltkrieg gemacht hatte. Von Anfang an war geplant, den Film nach der Fernseh-Ausstrahlung auch in die Kinos zu bringen.
Die Szene, die während eines Umzugs im Kölner Karneval spielt, sollte ursprünglich während des großen Rosenmontagszugs gedreht werden. Nachdem die dafür von den Zugorganisatoren geforderten 10.000 DM den Produzenten zu viel waren, wurde ein Zug von der Karnevalsgesellschaft „Kuniberts Ritter“ gegen eine Spende von 5000 DM für die Aktion Sorgenkind nachgestellt.
In den bisherigen Tatort-Folgen des WDR war Zollfahnder Kressin, gespielt von Sieghardt Rupp, der Hauptermittler. In „Tote Taube in der Beethovenstraße“ spielte er diese Rolle nur in den Anfangsminuten und in der kurzen Saunasequenz. Die Hauptrolle war hier die des Privatdetektivs Sandy, die mit dem vor allem für Western-Rollen bekannten Amerikaner Glenn Corbett besetzt wurde. Die weibliche Hauptrolle übernahm mit Christa Lang die Ehefrau des Regisseurs. Bis auf Rupps Zeilen wurde der Film komplett auf Englisch gedreht und nachträglich auf Deutsch synchronisiert, auch dies ein Novum in der Tatort-Reihe.
Die Kameraarbeit übernahm der Pole Jerzy Lipman. Die Musik stammte von der als avantgardistisch geltenden Kölner Band Can, im Abspann als „The Can“ bezeichnet.

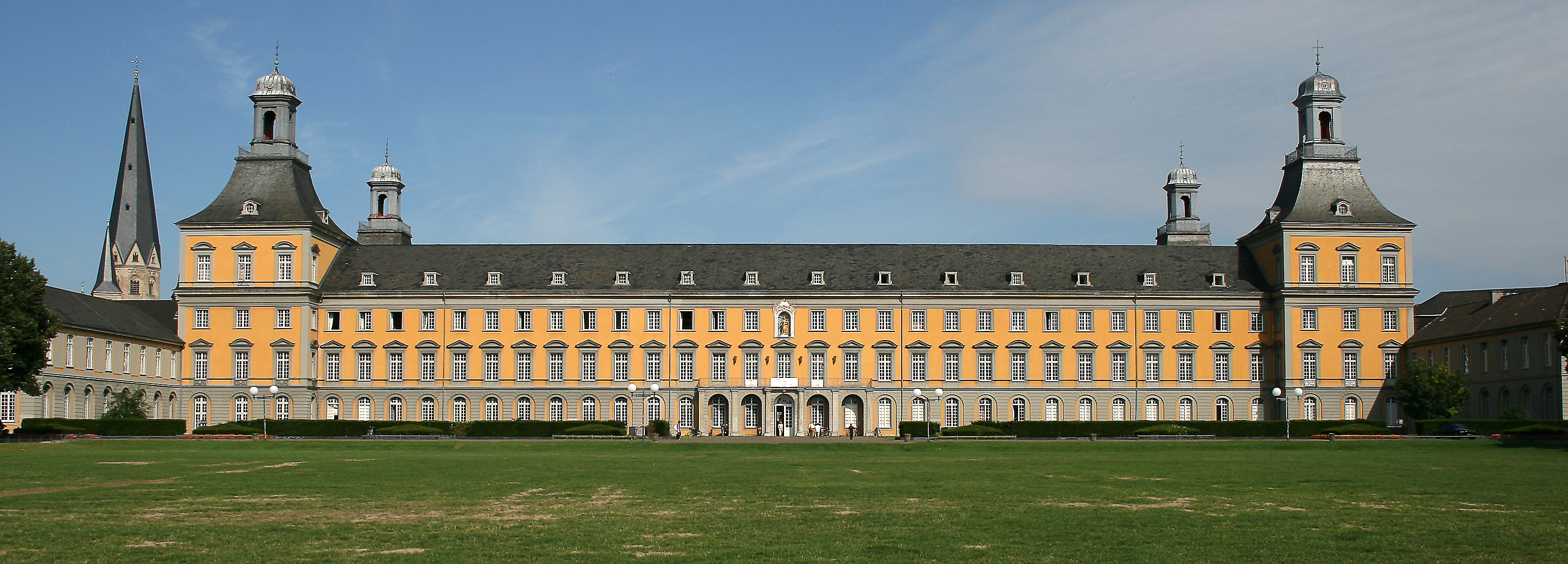
Einer der Drehorte: Kurfürstliches Schloss Bonn

Fuller selbst äußerte sich zur Pointe der Geschichte mit „Die stärkste Liebesbeziehung wird unwichtig, wenn Geld im Spiel ist“ und zum Stil des Films als ein „Thriller mit sehr viel Humor“. Laut Olaf Karnik seien zentrale Stilmittel neben dem ungewöhnlichen Kamera-, Schnitt- und Musikstil eine „Erzählstruktur der Brüche“ und eine „Umkodierung“ von Schauplätzen. So werden viele bekannte Sehenswürdigkeiten der Region im Verlauf der Handlung besucht und zum Schauplatz „unpassender“ Ereignisse wie Kämpfe oder Streitereien. Dazu gehören die Bonner Weststadt mit der titelgebenden Beethovenstraße, der Bahnhof Rolandseck, der Kölner Dom und die Hohe Straße, das Kurfürstliche Schloss (Hauptgebäude der Universität Bonn), der Bonner Hauptbahnhof, das Beethoven-Haus, der Petersberg und Drachenfels im Siebengebirge und der Hofgarten.

## Rezeption und Kritiken
„Tote Taube in der Beethovenstraße“ erreichte bei der Erstausstrahlung der ARD am 7. Januar 1973 eine Einschaltquote von 59 Prozent. Die Publikumsreaktionen waren äußerst negativ. Der Spiegel schrieb 1974, der Tatort sei „vom Publikum als ‚größter Käse des Jahrhunderts‘ verflucht“ worden und „ein Reinfall (auf höherem Niveau)“. Der Bonner General-Anzeiger schrieb 2009 rückblickend, bei der Erstausstrahlung hätten sich zahlreiche Zuschauer telefonisch beim Sender über die schwer zu verfolgende Handlung beschwert. Fuller „stellte die Sehgewohnheiten des Publikums auf eine harte Probe“.
Eine Kritik aus der Ausstrahlungswoche im Spiegel war gemischt, Fuller bringe „einen ungewohnten Anspruch und den Hauch weiter Filmwelt“ und es „spielen Wirklichkeit und Film sinnig ineinander“, aber die Folge sei auch „unterkühlt gehalten und gerade deswegen wohl keins der stärksten Fuller-Werke“.
Aus heutiger Perspektive schreibt etwa cinema.de: „Einstiges Highlight der ‚Tatort‘-Reihe – Damals ein gewagtes Experiment, heute ein überholtes Kabinettstück.“ Der General-Anzeiger urteilt positiver: „Auch wenn die Reaktion der Kritik eher negativ ausfiel, gilt das Werk des Regie-Exzentrikers längst als ein kurioses Juwel deutscher Fernsehgeschichte.“ Trotz mäßiger Qualität von Handlung, Dialogen und Darstellern sei der Film aufgrund seines „experimentellen Charakters“ formell bemerkenswert.
Das Lexikon des internationalen Films hingegen schreibt: „Sam Fuller inszenierte die Geschichte als eine unerwartete und überraschende Montageanordnung, die die Muster des seriellen Fernsehkrimis formal konsequent zugunsten einer manchmal lyrischen, dann wieder heftigen Reflexion über die Macht des Geldes aufbricht.“
„Tote Taube in der Beethovenstraße“ wurde bis 2010 neunmal auf ARD, WDR, 1Plus, ARTE und SF 1 wiederholt. Der Film kam im September 1974 in den USA in die Kinos.
Am 18. November 2010 ist dieser Tatort in einer überarbeiteten Fassung auf DVD veröffentlicht worden.